# Canton de Perpignan-1
Le canton de Perpignan-1 est une circonscription électorale française située dans le département des Pyrénées-Orientales et la région Occitanie.

## Histoire
Le canton de Perpignan-I a été créé lors du démembrement des cantons de Perpignan-Ouest et Perpignan-Est en 1973.
Il a été divisé par décret no 82-84 du 25 janvier 1982 créant le canton de Perpignan-9.
Par décret du 26 février 2014, le nombre de cantons du département est divisé par deux, avec mise en application aux élections départementales de mars 2015. Le Canton de Perpignan-1 est conservé et voit ses limites territoriales remaniées.

## Représentation

### Conseillers généraux de 1973 à 2015
| Période                                  | Période      | Identité                   | Étiquette                   | Qualité |
| ---------------------------------------- | ------------ | -------------------------- | --------------------------- | --- |
| 1973                                     | 1979 (décès) | Émile Roudayre (1902-1979) | PS (jusqu'en 1976) puis DVG | Artisan cordonnier, Premier secrétaire fédéral du PS (1971-1976) Adjoint au maire de Perpignan (1945-1947, 1953-1979) |
| 1979                                     | 1984 (décès) | Jean Catala (1920-1984)    | PCF                         | Instituteur, puis professeur de lycée, syndicaliste                                                                   |
| 1984                                     | 1992         | Aimé Coder                 | DVD puis RPR                | Commerçant à Perpignan                                                                                                |
| 1992                                     | 1998         | Jean-Paul Alduy            | UDF                         | Ingénieur général des ponts et chaussées sénateur (2001-2011) maire de Perpignan (1993-2009)                          |
| 1998                                     | 2011         | Jean Codognès              | PS puis DVG puis EELV       | Avocat, député (1997-2002) conseiller municipal de Perpignan                                                          |
| 2011                                     | 2015         | Richard Puly-Belli         | UMP                         | Commerçant Adjoint au Maire de Perpignan                                                                              |
| Les données manquantes sont à compléter. |              |                            |                             | |

#### Élection de 2004
Les élections cantonales de 2004 ont eu lieu les dimanches 21 et 28 mars 2004. 
Abstention : 38,86 % au premier tour ; 32,08 % au second tour.
| Candidat      | Parti | %       | Voix |
| ------------- | ----- | ------- | ---- |
| Jean Codognès | PS    | 42,88 % | 2081 |
| Gérard Naudo  | UMP   | 40,84 % | 1982 |
| Viviane Arana | FN    | 16,28 % | 790  |

### Conseillers départementaux depuis 2015
| Période élective | Période élective | Mandat | Mandat   | Identité           | Nuance | Nuance | Qualité                                 |
| ---------------- | ---------------- | ------ | -------- | ------------------ | ------ | ------ | --------------------------------------- |
| 2015             | 2021             | 2015   | 2021     | Annabelle Brunet   |        | UDI    | Avocate, adjointe au maire de Perpignan |
| 2015             | 2021             | 2015   | 2021     | Richard Puly-Belli |        | LR     | Adjoint au Maire de Perpignan           |
| 2021             | 2028             | 2021   | en cours | Annabelle Brunet   |        | UDI    | Conseillère sortante                    |
| 2021             | 2028             | 2021   | en cours | Benoît Castanedo   |        | DVC    | Infirmier, Perpignan                    |

Annabelle Brunet et Benoit Castanedo ont quitté le groupe d'opposition présidé par Jean Sol (LR).

### Résultats détaillés

#### Élections de mars 2015
À l'issue du 1er tour des élections départementales de 2015, deux binômes sont en ballottage : Marie-Thérèse Costa Fesenbeck et Bernard Reyes (FN, 38,66 %) et Annabelle Brunet et Richard Puly-Belli (Union de la Droite, 24,2 %). Le taux de participation est de 47,28 % (7 446 votants sur 15 750 inscrits) contre 55,72 % au niveau départemental et 50,17 % au niveau national.
Au second tour, Annabelle Brunet et Richard Puly-Belli (Union de la Droite) sont élus avec 54,56 % des suffrages exprimés et un taux de participation de 50,57 % (3 918 voix pour 7 964 votants et 15 750 inscrits).

#### Élections de juin 2021
Le premier tour des élections départementales de 2021 est marqué par un très faible taux de participation (33,26 % au niveau national). Dans le canton de Perpignan-1, ce taux de participation est de 26,4 % (3 985 votants sur 15 092 inscrits) contre 35,53 % au niveau départemental. À l'issue de ce premier tour, deux binômes sont en ballottage : Nicolas Sanchez et Sandrine Serre (RN, 43,23 %) et Annabelle Brunet et Benoît Castanedo (DVC, 21,96 %).
Le second tour des élections est marqué une nouvelle fois par une abstention massive équivalente au premier tour. Les taux de participation sont de 34,36 % au niveau national, 38,03 % dans le département et 30,97 % dans le canton de Perpignan-1. Annabelle Brunet et Benoît Castanedo (DVC) sont élus avec 50,25 % des suffrages exprimés (2 181 voix pour 4 675 votants et 15 095 inscrits),,. 

## Composition

### Composition de 1973 à 1982
Le canton de Perpignan-I (ou du Vernet) comprenait la portion du territoire de la ville de Perpignan située sur la rive gauche de la rivière La Têt et déterminée à l'Ouest, par la commune de Saint-Estève, au nord, par les communes de Peyrestortes, Rivesaltes et Pia et, à l'Est, par la commune de Bompas.

### Composition de 1982 à 2015
Le canton était alors formé de la portion de territoire de la ville de Perpignan déterminée, à l'Ouest, par la limite de la commune de Saint-Estève ; au Nord, par les limites des communes de Peyrestortes, Riversaltes et Pia ; à l'Est, par la limite de la commune de Bompas ; au Sud, par le ruisseau du Grand-Vivier, par l'axe des voies suivantes : avenue Paul-Gauguin, allée Aimé-Giral, avenue du Maréchal-Joffre, par le ruisseau Grand-Vivier (jusqu'à la limite de la commune de Perpignan), soit les quartiers suivants :
- Polygone-Nord
- Haut-Vernet
- Moyen-Vernet
- Hôpital

### Composition depuis 2015
| Nom                               | Code Insee | Intercommunalité                    | Superficie (km2) | Population (dernière pop. légale)                 | Densité (hab./km2) | Modifier                                    |
| --------------------------------- | ---------- | ----------------------------------- | ---------------- | ------------------------------------------------- | ------------------ | ------------------------------------------- |
| Perpignan (bureau centralisateur) | 66136      | CU Perpignan Méditerranée Métropole | 68,07            | Fraction : 28 168 (2022) Commune : 120 996 (2022) | 1 778              | modifier les données · modifier les données |
| Canton de Perpignan-1             | 6606       |                                     |                  | 28 168 (2022)                                     |                    | modifier les données                        |

Le canton est désormais formé de la partie de la commune de Perpignan située au nord du Têt depuis la limite territoriale de la commune de Saint-Estève, jusqu'à la limite territoriale de la commune de Bompas.

## Démographie

### Démographie avant 2015
| 1975 | 1982 | 1990   | 1999   | 2006   | 2011   | 2012   |
| ---- | ---- | ------ | ------ | ------ | ------ | ------ |
| -    | -    | 14 114 | 12 980 | 13 311 | 13 600 | 13 648 |

### Démographie depuis 2015
En 2022, le canton comptait 28 168 habitants, en évolution de −3,82 % par rapport à 2016 (Pyrénées-Orientales : +3,92 %, France hors Mayotte : +2,11 %).
| 2013   | 2018   | 2022   |
| ------ | ------ | ------ |
| 28 808 | 28 944 | 28 168 |